# ロバート・デイヴィッドスン
ロバート・ヤング・デイヴィドスン（Robert Young Davidson、1846年5月9日 - 1909年3月11日）は明治時代に来日した、スコットランド一致長老教会の宣教師である。

## 生涯

### 幼少期
1846年、スコットランド一致長老教会の牧師で神学博士の父ピーター・デイヴィッドスン、母メリーの間に生まれた。高等学校を卒業後に会社事務員として働くが、後に牧師を志してエディンバラ大学ニューコレジに進み、一致長老教会の神学校で学んだ。

### 日本宣教
1873年（明治6年）、神学校卒業時に、海外伝道局の宣教師になり日本に派遣された。
1873年（明治6年）、エディンバラの中心街のクイーン・ストリート・ホールで、スコットランドから初めて日本伝道に向かうスコットランド一致長老教会の宣教師として同僚のヘンリー・フォールズと、それに超宗派のエディンバラ医療宣教会が派遣するセオボールド・パームを加えた3人の壮行会が行われた。
航路で日本に向かい、1874年（明治7年）3月にフォールズ夫妻とともに来日した。1873年12月24日にフォールズ夫妻と一緒に神戸港に到着したとの説もある。
その後、デイヴィッドスンはクリストファー・カロザースの経営する築地大学校の教師になる。日本語教師に播磨龍野藩出身の尾野重俊を雇った。尾野は1874年4月10日に洗礼を受けた。その後で、旧沼津藩出身の三浦徹が日本語教師になり、デイヴィッドスンから洗礼を受けて、助手として働いた。
後にデイヴィッドスンは千葉県房総地方へ伝道旅行に出かけた。
デイヴィッドスンの伝道の結果、1877年（明治10年）12月8日に両国教会（現：日本基督教団永福町教会）が設立された。翌年、両国教会は日本基督一致教会東京中会に加入した。
1880年（明治13年）、米国長老教会の女性宣教師キャロライン・E・エルドレッドと結婚する。

### 晩年
1890年（明治23年）スコットランド一致長老教会の日本宣教の打ち切りにより、1891年（明治24年）にスコットランドへ帰国する。1909年（明治42年）3月11日、エディンバラで死去。